# Atletica leggera alla XXX Universiade - 100 metri ostacoli
La specialità dei 100 metri ostacoli  alla Universiade di Napoli 2019 si è svolta tra il 10 e l'11 luglio 2019.

## Podio
| Oro     | Luminosa Bogliolo Italia |
| Argento | Reetta Hurske Finlandia  |
| Bronzo  | Coralie Comte Francia    |

## Risultati

### Batterie
Passano in semifinale le prime tre atlete di ogni batteria (Q) e le quattro atlete con i migliori tempi tra le escluse (q).

Vento:

Batteria 1: +2,8 m/s, Batteria 2: -1,4 m/s, Batteria 3: -0,5 m/s, Batteria 4: +1,8 m/s
| Posizione | Batteria | Nome                    | Nazione       | Tempo | Note   |
| --------- | -------- | ----------------------- | ------------- | ----- | ------ |
| 1         | 4        | Reetta Hurske           | Finlandia     | 13.11 | Q      |
| 2         | 4        | Sarah Lavin             | Irlanda       | 13.32 | Q,     |
| 3         | 4        | Joy Spearchief-Morris   | Canada        | 13.36 | Q      |
| 4         | 3        | Luminosa Bogliolo       | Italia        | 13.36 | Q      |
| 5         | 4        | Nataliia Yurchuk        | Ucraina       | 13.40 | q,     |
| 6         | 1        | Coralie Comte           | Francia       | 13.41 | Q      |
| 7         | 4        | Abbie Taddeo            | Australia     | 13.49 | q      |
| 8         | 3        | Hanna Chubkovtsova      | Ucraina       | 13.50 | Q      |
| 9         | 1        | Jessica Hunter          | Gran Bretagna | 13.51 | Q      |
| 10        | 1        | Keira Christie-Galloway | Canada        | 13.53 | Q      |
| 11        | 3        | Mette Graversgaard      | Danimarca     | 13.61 | Q      |
| 12        | 1        | Lucie Koudelová         | Rep. Ceca     | 13.63 | q      |
| 13        | 2        | Lui Lai Yiu             | Hong Kong     | 13.70 | Q      |
| 14        | 4        | Sarah Missinne          | Belgio        | 13.70 | q      |
| 15        | 1        | Mathilde Heltbeck       | Danimarca     | 13.72 |        |
| 16        | 3        | Hsieh Hsi-en            | Taipei Cinese | 13.73 |        |
| 17        | 2        | Silvia Taini            | Italia        | 13.81 | Q      |
| 18        | 3        | Helena Jiranová         | Rep. Ceca     | 13.83 |        |
| 19        | 2        | Stanislava Lajčáková    | Slovacchia    | 13.92 | Q      |
| 20        | 2        | Celeste Mucci           | Australia     | 14.03 |        |
| 21        | 1        | Emilia Nova             | Indonesia     | 14.19 |        |
| 22        | 2        | S. Pushpanjali          | India         | 14.34 |        |
| 23        | 2        | Cheng Tang-hsiu         | Taipei Cinese | 14.68 |        |
| 24        | 4        | Ken Ayuthaya Purnama    | Indonesia     | 14.70 |        |
| 25        | 3        | Oryngul Zkriyenova      | Kazakistan    | 15.26 |        |
|           | 3        | Rama Cisse              | Senegal       | DQ    | R162.7 |

### Semifinali
Passano in finale le prime tre atlete di ogni batteria (Q) e le due atlete con i migliori tempi tra le escluse (q).

Vento:

Batteria 1: -0,2 m/s, Batteria 2: -0,6 m/s
| Posizione | Batteria | Nome                    | Nazione       | Tempo | Note                          |
| --------- | -------- | ----------------------- | ------------- | ----- | ----------------------------- |
| 1         | 1        | Luminosa Bogliolo       | Italia        | 12.86 | Q                             |
| 2         | 2        | Reetta Hurske           | Finlandia     | 13.17 | Q                             |
| 3         | 2        | Joy Spearchief-Morris   | Canada        | 13.24 | Q,                            |
| 4         | 1        | Coralie Comte           | Francia       | 13.24 | Q                             |
| 5         | 2        | Sarah Lavin             | Irlanda       | 13.26 | Q,                            |
| 6         | 1        | Hanna Chubkovtsova      | Ucraina       | 13.41 | Q                             |
| 7         | 1        | Abbie Taddeo            | Australia     | 13.42 | q                             |
| 8         | 2        | Stanislava Lajčáková    | Slovacchia    | 13.46 | q                             |
| 9         | 1        | Keira Christie-Galloway | Canada        | 13.46 |                               |
| 10        | 2        | Lui Lai Yiu             | Hong Kong     | 13.52 |                               |
| 11        | 1        | Jessica Hunter          | Gran Bretagna | 13.53 |                               |
| 12        | 2        | Nataliia Yurchuk        | Ucraina       | 13.55 | Miglior prestazione personale |
| 13        | 1        | Lucie Koudelová         | Rep. Ceca     | 13.64 |                               |
| 14        | 2        | Silvia Taini            | Italia        | 13.69 |                               |
| 15        | 2        | Sarah Missinne          | Belgio        | 13.69 |                               |
| 16        | 1        | Mette Graversgaard      | Danimarca     | 13.76 |                               |

### Finale
| Pos. | Corsia | Nome                  | Nazione    | Tempo           | Note                                     |
| ---- | ------ | --------------------- | ---------- | --------------- | ---------------------------------------- |
|      | 4      | Luminosa Bogliolo     | Italia     | 12"79           |                                          |
|      | 3      | Reetta Hurske         | Finlandia  | 13"02           |                                          |
|      | 6      | Coralie Comte         | Francia    | 13"09           | Miglior prestazione personale            |
| 4    | 8      | Sarah Lavin           | Irlanda    | 13"28           | Miglior prestazione personale stagionale |
| 5    | 5      | Joy Spearchief-Morris | Canada     | 13"34           |                                          |
| 6    | 7      | Hanna Chubkovtsova    | Ucraina    | 13"47           |                                          |
| 7    | 2      | Stanislava Lajčáková  | Slovacchia | 13"54           |                                          |
| 8    | 1      | Abbie Taddeo          | Australia  | 13"68           |                                          |
|      |        |                       |            | Vento: +0,6 m/s |                                          |